# El balcón abierto
El balcón abierto es una película en homenaje a Federico García Lorca, en la que se dramatizan fragmentos de sus poemas y de la obra teatral "La casa de Bernarda Alba".